# Nils von Hofsten

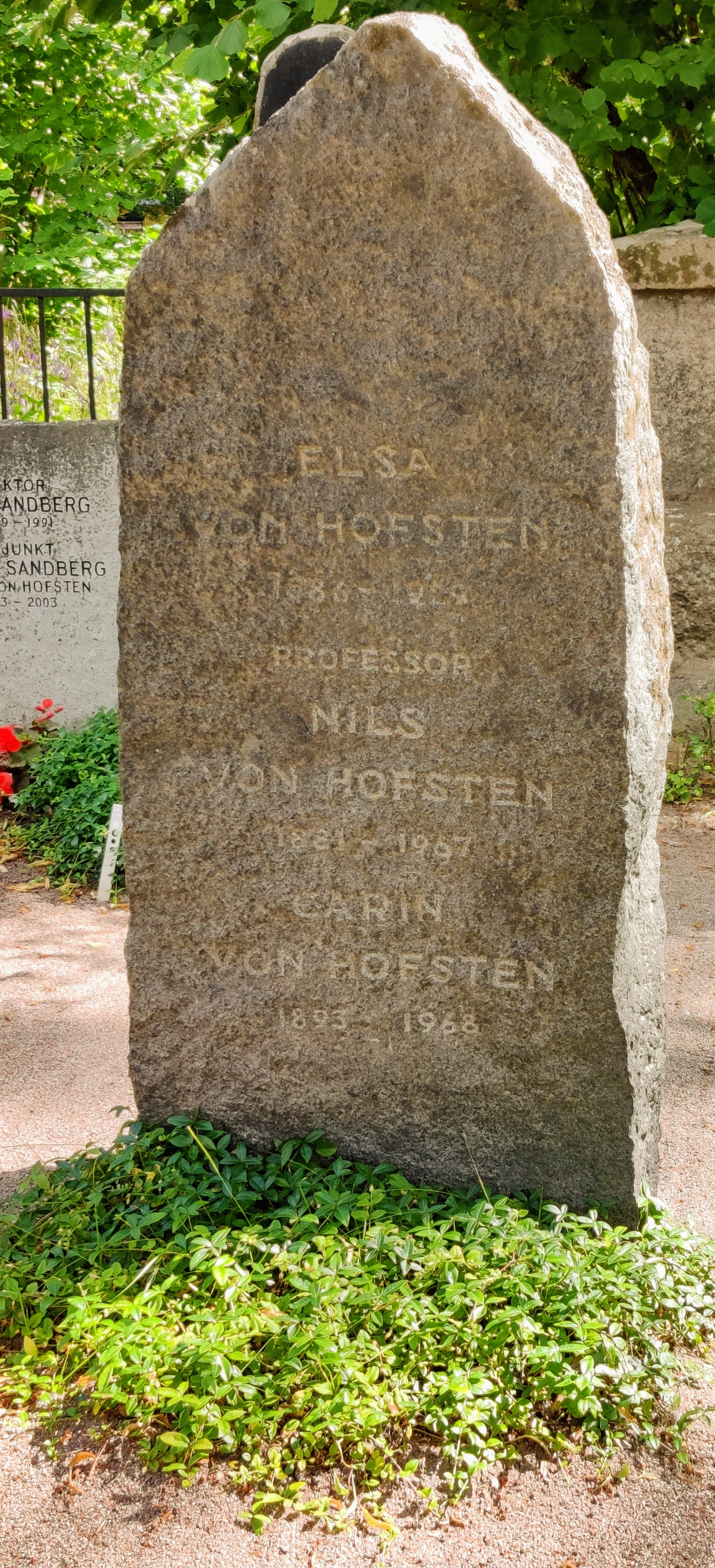
Gravvård Nils von Hofsten, Uppsala gamla kyrkogård.

Nils Gustaf Erland von Hofsten, född 2 oktober 1881 i Uppsala, död där 18 januari 1967, var en svensk anatom och zoolog. Han var professor i anatomi, senare zoologi och 1944–1947 rektor för Uppsala universitet, känd för sitt engagemang inom genetik och rasbiologi. Han var far till statistikern Erland Hofsten och mikrobiologen Bengt von Hofsten. Hofsten var barnbarn till brukspatronen Gustaf Östberg och kusin till högerledaren Gustaf Fredrik Östberg.

## Akademisk bana

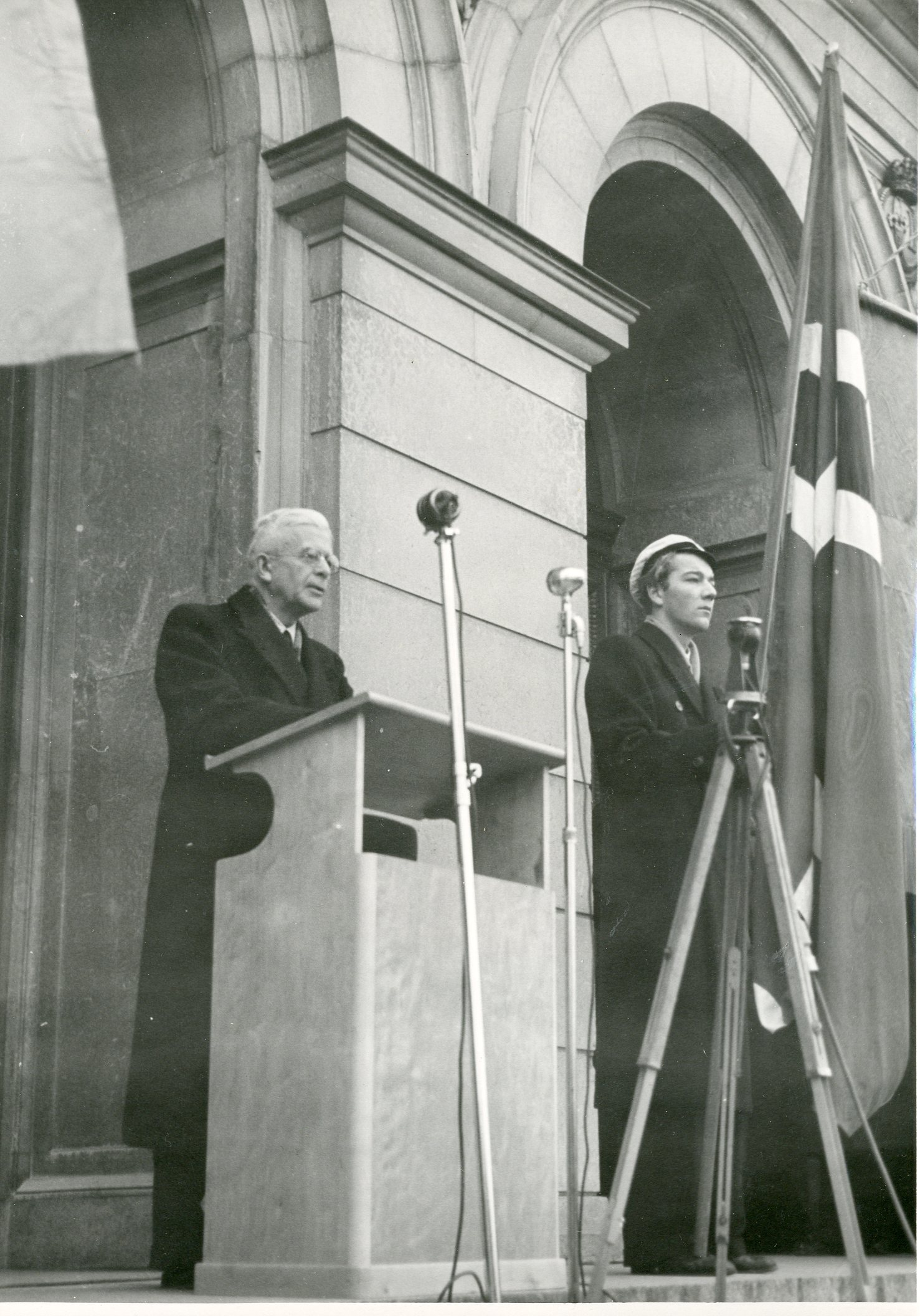
Nils von Hofsten i Uppsala den 4 december 1943

Efter studentexamen vid Beskowska skolan i Stockholm 1900 blev Hofsten 1907 filosofie doktor och docent. Hofsten inspirerades av Tycho Tullberg, professor i zoologi, till att intressera sig för de ryggradslösa djurens anatomi, embryologi och geografiska utbredning. Han studerade särskilt virvelmaskar (turbellarier) och hjuldjur (rotatorier). Hans doktorsavhandling från 1907 behandlade Turbellaria-arterna i Schweiz. Sommaren 1908 deltog han i Gerard De Geers expedition till Spetsbergen med båten Svensksund.
Han uppehöll professuren i jämförande anatomi i Uppsala 1909–1911 och var konservator vid zoologiska museet 1920–1921. År 1921 blev han professor i jämförande anatomi och var 1940–1947 professor i zoologi, särskilt jämförande anatomi och histologi, allt i Uppsala.
Åren 1933 till 1943 var von Hofsten prorektor och 1943–1947 rektor för Uppsala universitet. Bland andra uppdrag kan nämnas ordförande i Lärdomshistoriska samfundet från 1935, ledamot av Medicinalstyrelsens vetenskapliga råd 1935–53, av Befolkningskommissionen 1935–1938 (ordförande i arvsbiologiska delegationen), ledamot och från 1947 ordförande i Svenska Linnésällskapet. Han blev medicine hedersdoktor i Uppsala 1944 och ända in på 1960-talet anlitades han vid statliga utredningar och lagförslag.
von Hofsten invaldes 1925 i Vetenskapssocieteten i Uppsala och 1929 i Vetenskapsakademien.
Nils von Hofsten var gift första gången från 1909 med småskollärarinnan Elsa Berlin (1886–1929) och andra gången från 1932 med hennes syster Carin Berlin (1893–1968). Han ligger begravd på Uppsala gamla kyrkogård.

## Rasbiologin
Nils von Hofsten började tidigt intressera sig för genetiken, och föreläste från 1916 i detta ämne i Uppsala. Dessa föreläsningar utvidgades så småningom till läroboken Ärftlighetslärans grunder (två delar, 1927–31), vilken länge var den enda svenska läroboken i ämnet. Hans huvudintresse kom att inriktas på eugenik och befolkningsfrågor.
Från 1926 ända till 1953 var von Hofsten styrelseledamot vid Statens institut för rasbiologi; han blev 1933 vice ordförande för att från 1945 ta över ordförandeposten. Vid Rasbiologiska institutet utnyttjade han sina genetiska kunskaper främst beträffande tvångssteriliseringarnas eugeniska verkningar. Han bearbetade ett omfattande statistiskt material om steriliseringarna i Sverige och publicerade mängder av skrifter i detta ämne, till exempel Steriliseringsfrågan ur rasbiologisk synpunkt (1933). Han var medlem av Svenska sällskapet för rashygien.
I politiskt avseende var von Hofsten en övertygad liberal och tog under sin tid som rektor bestämt avstånd från antisemitism och andra nazistinspirerade tendenser vid universitetet. Samtidigt tog von Hofsten för givet att samhället hade rätt att ingripa mot den enskildes fertilitet:
| ”     | Det ligger något motbjudande i att sinnesslöa människor får sätta barn till världen | „ |
| [ 8 ] |                                                                                     |   |

| ”     | I vårt land äro betingelserna för en framgångsrik forskning ovanligt gynnsamma; befolkningen är i många trakter jämförelsevis rasren, och våra kyrkböcker innehålla fullständigare uppgifter än i något annat land. Vi äga vidare en framstående rasbiolog och släktforskare, docenten Herman Lundborg i Uppsala, som utfört banbrytande och i hela världen högt skattade undersökningar, vilka utgöra en borgen för att ett under hans ledning stående institut skulle bli en heder för svensk forskning | „ |
| [ 9 ] | |   |

| ”      | Rashygienen, som söker efter medel att hejda den hotande urartningen, har sig ingalunda en lätt uppgift förelagd. Ett radikalt medel är att genom permanent isolering eller andra åtgärder avstänga de skadligaste elementen från fortplantning; när det gäller höggradigt undermåliga och med säkerhet ärftligt, ej blott personligt degenererade individer, äro sådana åtgärder utan tvivel berättigade. | „ |
| [ 10 ] | |   |